# Wspólnota administracyjna Waging am See
Wspólnota administracyjna Waging am See – wspólnota administracyjna (niem. Verwaltungsgemeinschaft) w Niemczech, w kraju związkowym Bawaria, w rejencji Górna Bawaria, w regionie Südostoberbayern, w powiecie Traunstein. Siedziba wspólnoty znajduje się w miejscowości Waging am See.
Wspólnota administracyjna zrzesza jedną gminę targową (Markt) oraz dwie gminy wiejskie (Gemeinde): 
- Taching am See, 1 948 mieszkańców, 26,76 km²
- Waging am See, gmina targowa, 6 443 mieszkańców, 48,87 km²
- Wonneberg, 1 495 mieszkańców, 18,01 km²